# Grand chancelier de Suède
Pour les articles homonymes, voir Grand chancelier.
Le grand chancelier (en suédois : rikskansler, littéralement « chancelier du royaume ») est un titre et une charge en vigueur dans le royaume de Suède, de 1560 à 1680. Le détenteur de cette charge était un membre du Conseil du royaume de Suède (sv). À partir de 1634, le grand chancelier est un des cinq grands officiers du royaume de Suède (sv), qui étaient les principaux membres du Conseil privé et présidaient chacun à un portefeuille gouvernemental. Le Grand chancelier présidait la chancellerie du Conseil privé. En 1792, plus d'un siècle après l'abolition de la charge en 1680, elle est rétablie. Sept ans après, en 1799, elle est à nouveau abolie.

## Origine
Au Moyen Âge, à partir du XIIIe siècle, le chancelier du roi était un proche confident du souverain, généralement un homme d’Église, et avait pour mission d'assister le roi dans les négociations avec les puissances étrangères.
Le premier à avoir été investi de la dignité de grand chancelier est Conrad von Pyhy, en 1538, sous le règne de Gustav Vasa. Mais il tombe en disgrâce en 1543 et n'est pas remplacé. S'ensuit un hiatus de sept années.
En 1560, sous le roi Éric XIV, la fonction de rikskansler réapparaît en la personne de Nils Gyllenstierna, et devient dès lors permanente pour les cent ans qui suivent.

## Fonction
Le grand chancelier est nommé par le roi de Suède, est chargé de s'assurer que les ordres de la couronne sont appliqués, et en particulier gère la politique étrangère. Au fil du temps, ses prérogatives augmentent au point qu'une chancellerie, la chancellerie du Conseil privé, dut être créée. En 1634, les cinq grands officiers du Royaume (De de fem höga riksämbetsmännen) deviennent les cinq membres les plus puissants et influents au sein du Conseil privé. Le chancelier siège à la quatrième place. Malgré cela, le grand chancelier devient le membre le plus important du Conseil privé.
Le plus illustre et le plus influent des grands chanceliers de Suède a été Axel Oxenstierna, en fonction durant 42 ans (1612-1654),, souvent comparé à son contemporain et allié Richelieu.

## Abolition et rétablissement de la charge
En 1680, le roi Charles XI supprime le titre de Grand chancelier, remplacé par un « président de la chancellerie » (suédois : kanslipresident) ayant à peu près les mêmes attributions. En 1792, le duc Charles (futur Charles XIII) rétablit la charge de rikskansler, mais elle est définitivement abandonnée en 1799. La fonction de président de la chancellerie est remise en vigueur mais est abolie à son tour en 1809, ses responsabilités en politique étrangère étant dès lors confiées à un ministre d'État des Affaires extérieures (utrikesstatsminister).

## Liste des grands chanceliers de Suède
| Nom                          | Image | Naissance       | Prise de fonction | Fin de fonction | Mort            | Source |
| ---------------------------- | ----- | --------------- | ----------------- | --------------- | --------------- | ------ |
| Conrad von Pyhy              |       | Inconnue        | 1538              | 1543            | 1553            | ,      |
| Nils Göransson Gyllenstierna |       | 1526            | 1560              | 1590            | octobre 1601    | [ 1 ]  |
| Erik Larsson Sparre          |       | 13 juillet 1550 | 1593              | 1600            | 20 mars 1600    | [ 1 ]  |
| Svante Turesson Bielke       |       | 1567            | 1602              | 2 juin 1609     | 2 juin 1609     | [ 1 ]  |
| Axel Oxenstierna             |       | 16 juin 1583    | 6 janvier 1612    | 28 août 1654    | 28 août 1654    | [ 1 ]  |
| Erik Axelsson Oxenstierna    |       | 13 février 1624 | 28 août 1654      | 23 octobre 1656 | 23 octobre 1656 | [ 1 ]  |
| Magnus Gabriel De la Gardie  |       | 15 octobre 1622 | 13 février 1660   | 1680            | 26 avril 1686   | [ 1 ]  |
| Fredrik Sparre               |       | 2 février 1731  | 1792              | 1797            | 30 janvier 1803 | [ 1 ]  |

## Sources
- (sv) Cet article est partiellement ou en totalité issu de l’article de Wikipédia en suédois intitulé « Rikskansler » (voir la liste des auteurs).